# Orario di vendita

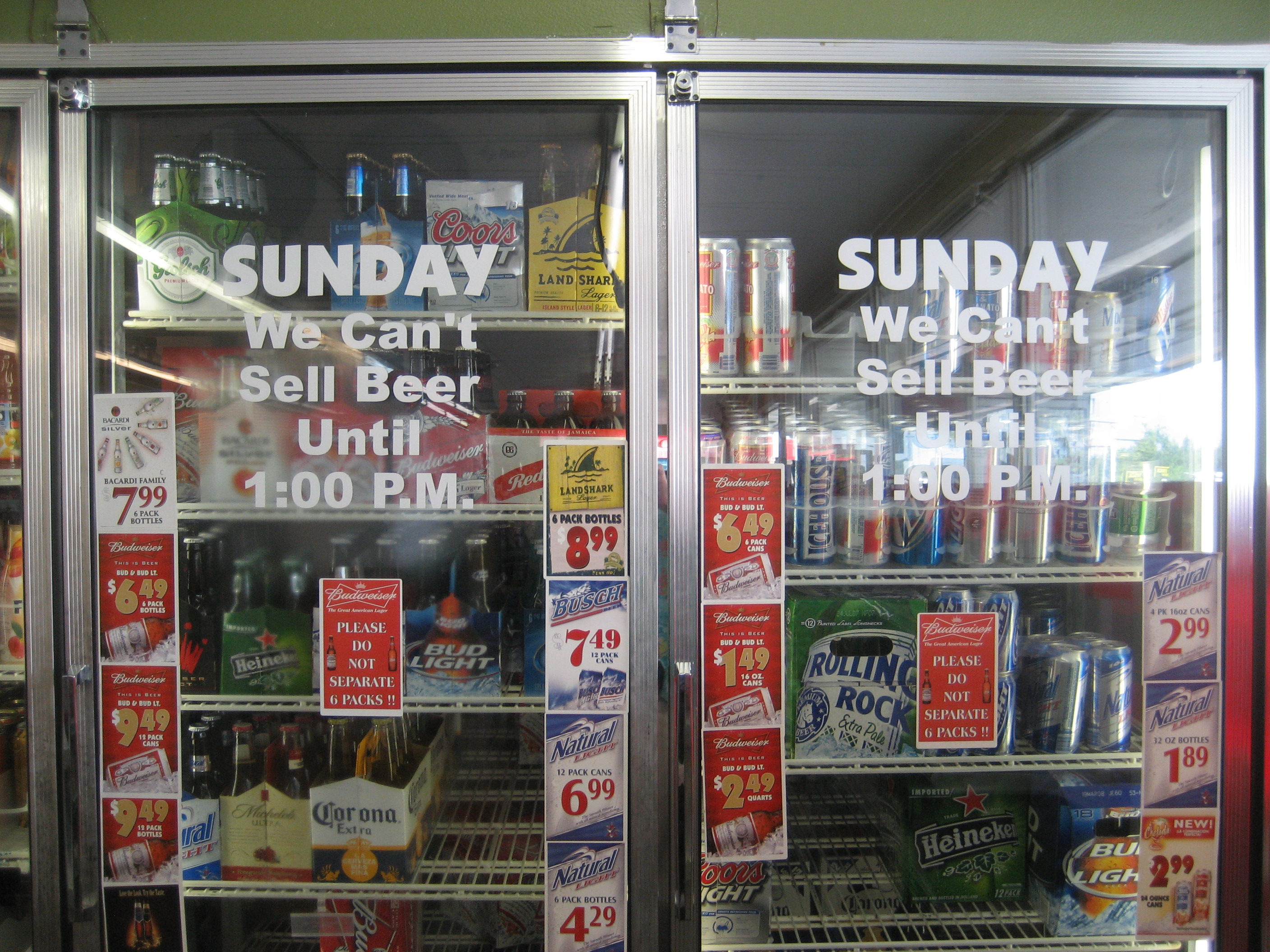
Scritte in Florida che ricordano il limite legale di vendita di bevande alcoliche durante la domenica mattina

L'orario di vendita indica l'arco di tempo in cui gli esercizi commerciali possono essere aperti al pubblico. Nel diritto italiano gli esercenti hanno facoltà di determinare gli orari di apertura e di chiusura, salvo particolari eccezioni che possono limitare l'orario di vendita, il numero di ore di apertura giornaliera o la chiusura domenicale e festiva, in particolare per le farmacie o di locali in cui si effettua la vendita o la somministrazione di bevande alcoliche.